# Biturix pervenosa
Biturix pervenosa là một loài bướm đêm thuộc phân họ Arctiinae, họ Erebidae.